# João Paulo da Silva Araújo
João Paulo da Silva Araújo, noto anche con lo pseudonimo di João Paulo (Natal, 21 gennaio 1988), è un calciatore brasiliano, attaccante del Qairat.

## Palmarès

### Club

#### Competizioni nazionali
- Campionato bulgaro: 1

Ludogorec: 2016-2017
- Supercoppa di Bulgaria: 1

Ludogorec: 2018
- Campionato kazako: 1

Qaırat: 2024
- Coppa del Kazakistan: 1

Qaırat: 2021
- Supercoppa del Kazakistan: 1

Qaırat: 2025

### Individuale
- Capocannoniere della Qazaqstan Prem'er Ligasy: 1

2020 (12 gol)